# Ildebrando Goiran
Ildebrando Goiran (Torino, 14 giugno 1882 – Roma, 16 novembre 1945) è stato un ammiraglio italiano, decorato di medaglia d'oro al valor militare a vivente nel corso della prima guerra mondiale.

## Biografia
Nacque a Torino il 14 giugno 1882, figlio di Giovanni e Irma Lazzarini. Dopo aver frequentato la Scuola Militare Nunziatella, nell'agosto 1898 entrò nella Regia Accademia Navale di Livorno, conseguendo la nomina a guardiamarina nell'aprile 1902. Il suo primo imbarco in qualità di ufficiale fu sulla nave da battaglia "Emanuele Filiberto", cui seguirono altre destinazioni a bordo di navi da guerra. Nel novembre 1905 fu promosso sottotenente di vascello e, cinque anni dopo, tenente di vascello. Partecipò alla guerra italo-turca imbarcato dapprima sull'ariete torpediniere Etruria, poi sull'incrociatore torpediniere Caprera e, in qualità di responsabile militare, sul piroscafo noleggiato Re Umberto. 
Durante il conflitto si distinse nell'estate del 1912, quando venne designato a comandante di spiaggia a Misurata in Tripolitania, e poi nelle primavera del 1913, in occasione dello sbarco a Tolmeta in Cirenaica quando, nonostante le difficili condizioni atmosferiche, riuscì a condurre a questa destinazione un convoglio proveniente da Bengasi. Dopo una breve periodo a Roma in qualità di capo sezione dell'ufficio di stato maggiore della Regia Marina, nell'estate del 1914 si imbarcò sul cacciatorpediniere Impetuoso, dove si trovava al momento dell'entrata in guerra del Regno d'Italia, avvenuta il 24 maggio 1915. All'inizio del 1916 fu, per circa un mese, il comandante della torpediniera 33 PN, per poi essere nuovamente destinato in servizio sull'Impetuoso come comandante in seconda.
Nel giugno 1916 divenne comandante della torpediniera 42 PN e, mentre si trovava a Venezia, fu messo al corrente di un progetto di cui si stava occupando il capitano di vascello C. Pignatti Morano con l'autorizzazione del viceammiraglio Paolo Thaon di Revel, mirato al forzamento del porto di Pola, base principale della flotta austroungarica, per attaccare le navi che vi sarebbero state ormeggiate. 
Pignatti Morano aveva progettato di entrare nelle acque della base di Pola forzando il canale di Fasana, poco a nord dell'importantissima base avversaria, fra il litorale istriano e le isole Brioni. Nel canale sostavano, di solito a turno, una o due delle maggiori unità nemiche di stanza a Pola e, sebbene vi fossero a difesa delle batterie terrestri e del naviglio sottile, sarebbe risultato più facile attaccare le navi austroungariche mentre si trovavano in questo tratto di mare che non quando erano a Pola. Le maggiori difficoltà legate all'impresa erano costituite dalle ostruzioni che proteggevano l'accesso settentrionale e meridionale del canale e dalla necessità di operare in silenzio per non mettere in allarme le difese nemiche. Dopo una serie di esperimenti condotti a Venezia, venne deciso di forzare il canale impiegando tre unità: il cacciatorpediniere Zeffiro, con il compito di capo formazione, la torpediniera 9 PN, dove era stata installata un'apparecchiatura che avrebbe permesso di abbassare lo sbarramento settentrionale applicandovi due pesi di piombo da 1900 kg ciascuno, e, infine, il MAS 20, un motoscafo armato dotato per l'occasione, oltre ai normali motori a scoppio di serie, anche un paio di propulsori elettrici per consentire la navigazione silenziosa. Sarebbe stato il MAS 20 a penetrare all'interno del canale e attaccare, con i due siluri in dotazione, la maggiore nave avversaria che vi si trovava. Prescelto per il comando del MAS 20, nel tardo pomeriggio del 1º novembre 1916 lo Zeffiro e la 9 PN, con il MAS 20 a rimorchio, salparono da Venezia, protetti a distanza da unità di superficie e subacquee.
La navigazione si svolse senza problemi e, arrivato nei pressi dell'ostruzione stesa fra punta Mertolin e Brioni Minore, che bloccava uno degli accessi al canale di Fasana, lo Zeffiro si fermò. La 9 PN, mollato il rimorchio, proseguì verso lo sbarramento con il MAS 20 che, grazie all'applicazione dei pesi, fu abbassato, permettendogli di inoltrarsi all'interno del canale verso la mezzanotte del 2 novembre. Perlustrando a lento moto, utilizzando per la navigazione i motori elettrici, lo specchio d'acqua molto vicino a Pola, avvistò la vecchia corazzata Tegetthoff, all'epoca ribattezzata Mars e impiegata come nave scuola per i sottufficiali, contro la quale lanciò i due siluri in dotazione. L'unità, attaccata da circa 400 m, era protetta da alcune reti parasiluri, nelle quali si impigliarono le due armi lanciate, non funzionando gli acciarini tagliarete dei siluri, che non causarono alcun danno. Intorno alle 3:10 di notte il MAS 20 si allontanò, recuperando anche il marinaio Michelangelo de Angelis della 9 PN, lasciato a bordo di un piccolo battello per segnalare al motoscafo con un fanale l'esatta rotta da seguire per uscire dal canale attraverso il varco da dove era precedentemente penetrato. Riunitasi alle altre due navi della formazione, il MAS 20 fu nuovamente preso a rimorchio a la formazione italiana rientrò senza problemi a Venezia alle 12:30 del 3 novembre. 
Benché questa missione non avesse dato i risultati sperati, ebbe notevole valore e importanza come azione dimostrativa, in quanto una unità della Regia Marina era riuscita a operare indisturbata per oltre due ore in acque ristrette e sorvegliate dall'avversario.
Nel dicembre 1916 venne promosso capitano di corvetta per merito di guerra e insignito della medaglia d'argento al valor militare, successivamente commutata in medaglia d'oro.
Dal febbraio al luglio 1917 fu in servizio presso la difesa antiaerea di Venezia e poi ebbe il comando della flottiglia del lago di Garda, del pontone armato Faà di Bruno, del cacciatorpediniere Benedetto Cairoli, per essere, quindi, di nuovo assegnato alla difesa antiaerea del capoluogo veneto. Alla fine del maggio 1918, per la specifica preparazione da lui raggiunta nella condotta dei MAS, fu nominato comandante della squadriglia MAS che operava da Trapani e poi di quella di base ad Ancona, venendo decorato con la croce al merito di guerra e poi con la croce di guerra al valor militare. Dopo la fine delle ostilità divenne responsabile della squadriglia MAS di base a Pola.
Promosso capitano di fregata nel novembre 1919, fu nominato comandante in seconda dell'incrociatore corazzato San Marco, passando nel marzo 1920, con lo stesso incarico, a bordo della nave da battaglia Conte di Cavour e poi, nel mese di dicembre, della difesa marittima di Venezia, svolgendo nei mesi seguenti anche una missione a Fiume.
Nel maggio 1923 fu nominato comandante della squadriglia MAS delle forze navali del Mediterraneo, nel dicembre 1924 fu comandante del cacciatorpediniere Nicola Fabrizi e della relativa squadriglia, nel novembre 1925 assunse la direzione della scuola meccanici di Venezia e, nell'aprile 1926, fu promosso capitano di vascello. Nell'aprile 1928 divenne comandante dell'esploratore Quarto e, a partire dall'anno seguente, si imbarcò in successione sui cacciatorpediniere Insidioso, Impavido, Irrequieto e, di nuovo, sull'Insidioso, in qualità di comandante e di comandante della relativa squadriglia.
Nel 1931 divenne capo di stato maggiore del comandante in capo della 2ª Squadra, imbarcato sulla corazzata Andrea Doria e in seguito ebbe il medesimo incarico sull'incrociatore leggero Giovanni dalle Bande Nere. Nel gennaio 1933 venne promosso contrammiraglio, nominato comandante militare marittimo della Sardegna e della piazza della Maddalena. Trascorsi un paio di anni, fu promosso ammiraglio di divisione e per un breve periodo fu a disposizione del Ministero della marina per ispezioni. Durante la guerra d'Etiopia fu comandante della 4ª divisione navale e nell'ottobre 1936 divenne comandante militare marittimo della Sicilia. Nell'aprile 1937 fu promosso ammiraglio di squadra e il mese seguente divenne vicepresidente del Consiglio superiore di Marina. Nel gennaio 1938 ricoprì l'incarico di comandante in capo del dipartimento marittimo dell'Alto Tirreno e nel marzo 1940 assunse la presidenza del Consiglio superiore di Marina. Dopo poco più di un anno dall'entrata del Regno d'Italia nella seconda guerra mondiale, fu nominato comandante in capo del Dipartimento marittimo dell'Alto Tirreno. A partire dal novembre 1941 fu messo a disposizione del ministero della marina e, dall'ottobre 1942 fino all'armistizio dell'8 settembre 1943, riebbe l'incarico di presidente del Consiglio superiore di Marina. Non collaborò con le autorità della Repubblica Sociale Italiana e, dopo la liberazione di Roma, nell'agosto 1944 fece parte della Commissione di epurazione.
Messo a disposizione, si spense a Roma il 16 novembre 1945.

### Annotazioni
1. ↑  Si trattava dei cacciatorpediniere Pepe, Poerio e Nullo, e dei sommergibili Ferraris, Argo e Fisalia.

### Fonti
1. 1 2 3 4  Alberini, Prosperini 2016, p. 269.
2. 1 2 3 4 5 6 7 8 9 10 11 12 13 14 15 16 17 18 19 20 21   Marco Germignani, GOIRAN, Ildebrando, in Dizionario biografico degli italiani, vol. 57, Roma, Istituto dell'Enciclopedia Italiana, 2001.
3. 1 2  Coltrinari, Ramaccia 2028, p. 206.
4. 1 2  Coltrinari, Ramaccia 2028, p. 207.
5. 1 2 3 4 5 6 7 8 9  Alberini, Prosperini 2016, p. 270.